# 毒吐姫と星の石
『毒吐姫と星の石』（どくはきひめとほしのいし）は、紅玉いづきによる日本のライトノベル。イラストは磯野宏夫。電撃文庫（アスキー・メディアワークス）より、2010年11月に刊行された。
『ミミズクと夜の王』の続編、5年後の物語。

## ストーリー
レッドアークの隣国であるヴィオンに、「毒吐き姫」という異名を付けられた王女のエルザがいた。エルザは生まれてまもなく言葉という毒を吐き、国を滅ぼす者であると予言されて城下へ捨てられたが、十数年後にはレッドアークとの国境関係の交渉材料として王家に復縁させられて抵抗も虚しく言葉を奪われ、言無し姫としてレッドアークのクローディアスのもとへ嫁がされる。

## 登場人物

### ヴィオン
エルザ・ヴィオンティーヌ
毒吐き姫。黒髪に赤い瞳をもつ少女。
ヴィオンの王女としてうまれたが予言により城下に捨てられる。世話役の老人と暮らしていたが老人が亡くなってからはスリなどをして生活をしていた。誰にでも対して強気な態度をとり、平気で思ったことをなんでも率直に言う。
毒吐きの呼び名はむき出しの感情をのせて吐き出す彼女の言葉と表現があまりにも辛辣であり、相手の心情を考慮することなく相手の内面をえぐる表現を的確に用いる為。

### レッドアーク
クローディアス・ヴァイン・ヨールデルタ・レッドアーク（ディア）
異形の王子。
ダンテス
レッドアークの王。
アン･デューク･マクバーレン （アンディ）
レッドアークの聖騎士。
オリエッタ・マクバーレン
アンディの妻。

### その他
真昼姫
本名はミミズク。

## 既刊一覧
- 毒吐姫と星の石 ISBN 978-4-04-870058-0